# Candiana
Candiana är en ort och kommun i provinsen Padova i regionen Veneto i Italien. Kommunen hade 2 285 invånare (2018).